# Александър Дудов
Александър Дудов (роден на 29 юни 1963) е бивш български футболист, защитник, една от легендите на Локомотив (София). В края на кариерата си играе за кратко и в Монтана. Общо в А група има 312 мача с 5 гола.

## Биография
Дудов започва да тренира футбол на 14-годишна възраст в школата на Локомотив (София). В началото на 1982 г. е привлечен в първия състав от наставника Георги Берков. Дебютира в А група на 28 февруари 1982 г., когато играе цял мач като ляв бек при гостуване на Марек (Дупница), което е загубено с 0:2. Именно на този пост се подвизава в по-голямата част от кариерата си. Месеци след дебюта си с Локомотив печели националната купа, като играе 90 минути във финала срещу Локомотив (Пловдив), спечелен с 2:1 след продължения.
Част от отбора на Локомотив общо 13 сезона, в последните от които е капитан на тима. За червено-черните има 302 мача с 4 гола в А група, което го нарежда на 3-то място по участия в елита във вечната ранглиста на клуба. През 1988 г. получава наградата за индивидуално спортсменство. Записва също 7 мача в евротурнирите – 6 в Купата на УЕФА и един в КНК.
Напуска Локомотив през лятото на 1994 г., когато се оказва ненужен в отбора, и преминава в Монтана. Записва 10 мача с 1 гол в А група за клуба, след което решава да сложи край на кариерата си малко преди да навърши 32 години.

## Успехи
Локомотив (София)
- Национална купа:
  -  Носител: 1981/82